# Apache (chanson)
Pour les articles homonymes, voir Apache.
Clip vidéo
[vidéo] « Cliff Richard & The Shadows - Apache (The Cliff Richard Show - 1961) », sur YouTube
Apache est une composition de musique western-rock instrumental du compositeur britannique Jerry Lordan (en),, inspirée du film western américain Apache de 1954. Elle est enregistrée en single en 1960, par le groupe britannique The Shadows, au Studios Abbey Road de Londres, un des succès emblématiques de leur carrière.

## Histoire

### Au Royaume-Uni

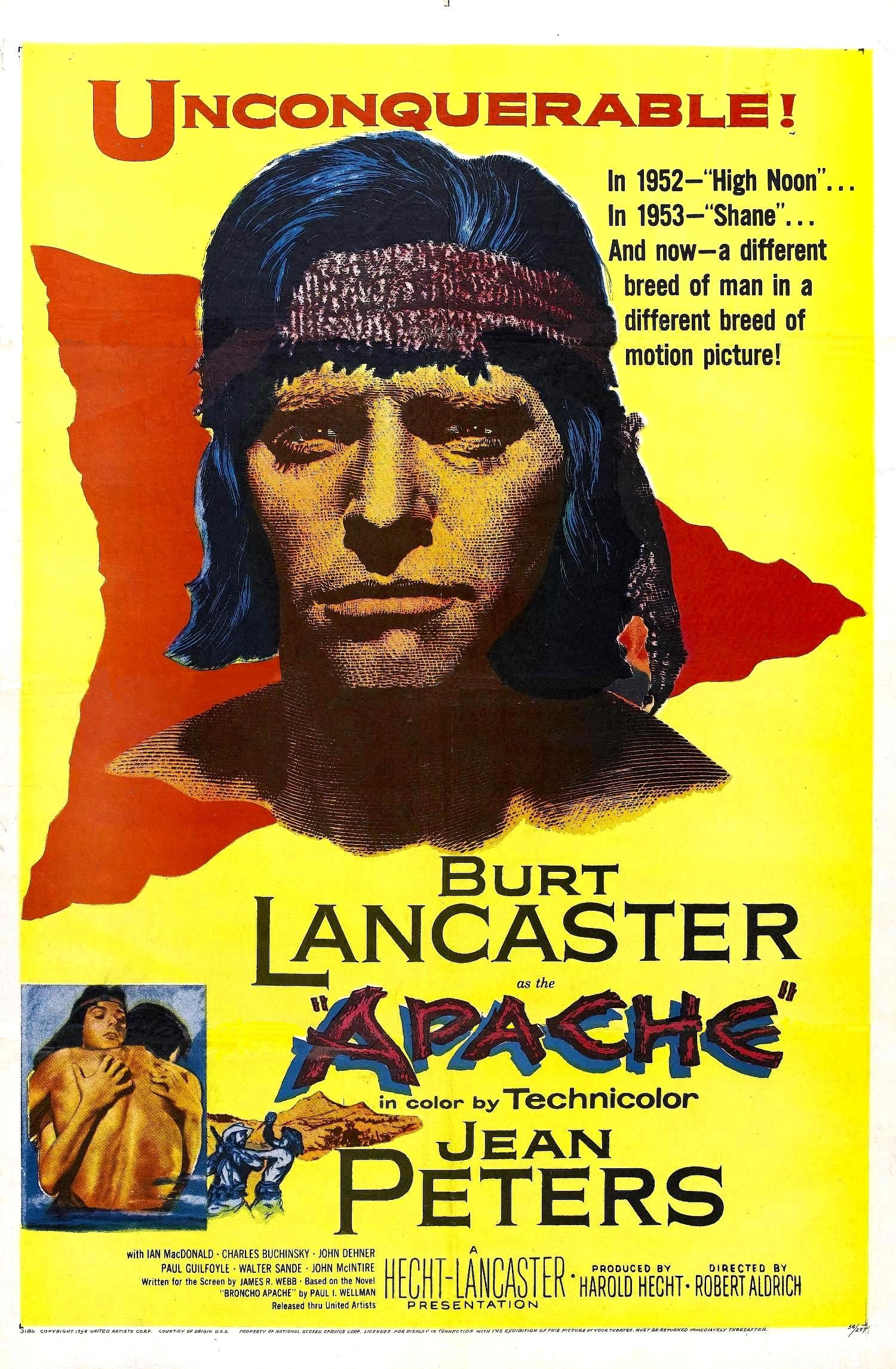
Affiche du film Bronco Apache, de 1954.

Le compositeur britannique Jerry Lordan (en) trouve l'inspiration et le titre de cette composition de musique western-rock instrumental, avec le film western  américain Bronco Apache, de Robert Aldrich (1954), avec les acteurs Burt Lancaster et Charles Bronson. 
Le guitariste britannique Bert Weedon enregistre une première version au début de 1960, mais celle-ci n'a pas été diffusée. Le groupe britannique The Shadows l'enregistre alors en juin 1960, au Studios Abbey Road de Londres, avec des guitares électriques Fender Stratocaster, dans une ambiance de tambour autochtone et de chevauchée western. Elle est diffusée le mois suivant, et reste cinq semaines à la première place du UK Singles Chart britannique. Le groupe de rock instrumental et de surf music américain The Ventures la reprend avec succès en 1962. 

### En Amérique du Nord
En Amérique du Nord, la mélodie est davantage identifiée au guitariste de jazz danois Jørgen Ingmann. Sa version, créditée sous le nom de Jørgen Ingmann and His Guitar (« Jørgen Ingmann et sa guitare ») et distribuée aux USA en 1961, antérieurement à celle des Shadows, a atteint la 2e place sur le Billboard Hot 100 et la 9e sur le classement R&B américain. La piste a atteint la 1re place sur la CHUM Chart (en) au Canada.

### Reprises hip-hop
Une version par l'Incredible Bongo Band datant de 1973 est souvent considérée comme l'une des origines du hip-hop. Bien que cette version ne fût pas un succès à sa sortie, l'un de ses passages de percussions a été échantillonné d'innombrables fois pour des chansons hip-hop et rap depuis les années 1980. Le disc jockey américain Kool Herc la considère comme « l'hymne du hip-hop » et le disc jockey américain Afrika Bambaataa comme l'un des premiers éléments de ce type de musique.
En 1981, le groupe de rap The Sugarhill Gang a repris la version de l'Incredible Bongo Band sur leur deuxième album 8th Wonder (album) (en) (1982). Le rappeur américain Grandmaster Flash a également samplé Apache dans la chanson The Adventures of Grandmaster Flash on the Wheels of Steel (en) (1981) ou plus récemment le rappeur américain Nas pour les chansons Made You Look (2003), et Hip Hop Is Dead (2006).

## Autre reprise
- 2010 : Cisco Herzhaft en interprète une version solo en finger picking, pour son album The Cisco's system.

## Postérité
- 1960 : liste des titres musicaux numéro un au Royaume-Uni en 1960, avec la version de Cliff Richard et The Shadows
- 1961 : n°2 du Billboard Hot 100 aux États-Unis, version de Jørgen Ingmann.
- 2005 : 96e de la liste des « 100 plus grandes chansons de guitare » du magazine Q.

## Cinéma, musique de film
Inspirée du film western américain Bronco Apache, de Robert Aldrich (1954), avec les acteurs Burt Lancaster et Charles Bronson, ce titre inspire entre autres à son tour l'ambiance de nombreuses musiques de films cultes de western spaghetti d'Ennio Morricone,,.